# 菊山嘉男

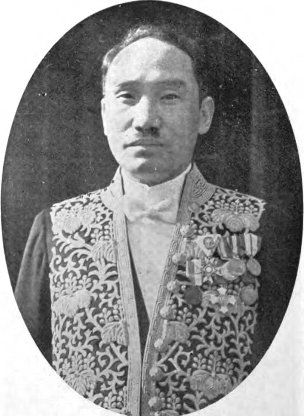
菊山嘉男

菊山 嘉男（きくやま よしお、1889年（明治22年）3月5日 - 1977年（昭和52年）2月23日）は、日本の内務・警察官僚。官選県知事。

## 経歴
三重県出身。菊山末造の長男として生まれる。第七高等学校造士館を卒業。1913年、東京帝国大学法科大学政治学科を卒業。同年11月、文官高等試験行政科試験に合格。内務省に入省し千葉県属となる。
以後、大分県警察部長、朝鮮総督府事務官、同専売局長などを歴任。
1933年8月、山口県知事に就任。県会と協調して県政を行う。農山漁村経済更生計画を推進した。1936年6月、宮城県知事に転任。1939年4月、知事を退任。同年に退官した。1939年、京都市助役。1942年、繊維製品統制協議会理事長に就任。
戦後、中央行政監察委員会事務局長、地方財政委員などを歴任。1957年、公明選挙連盟理事となった。

## 著作
- 『伊達政宗の南蛮遣使と使節支倉六右衛門』藩祖伊達政宗公顕彰会、1938年。